# Chacaltianguis (municipalité)
La municipalité de Chacaltianguis est l'une des 212 municipalités de l'État de Veracruz, et est située dans la partie sud-est de cet État, au Mexique. Elle se trouve au sud du golfe du Mexique, sur la limite administrative séparant au sud l'État de Veracruz et l'État de Oaxaca. Elle appartient au bassin du fleuve Río Papaloapan, qui la jouxte à l'ouest. Ce dernier prend sa source plus au sud, dans le massif montagneux de la Sierra Madre de Oaxaca. Son chef-lieu est la ville éponyme de Chacaltianguis. Cette municipalité est rattachée administrativement à la région Papaloapan, qui est une des 10 régions de l'État de Veracruz.

## Géographie
Le territoire de la municipalité s'étend du nord au sud sur la rive orientale de fleuve Río Papaloapan, et est traversée par un de ses affluents, la rivière Obispo, qui forme sa limite au sud-ouest. Il comprend plusieurs lacs, tels que El Burro et Lagarto à l'est. Son territoire prend appui au sud-ouest sur la limite administrative séparant au sud l'État de Veracruz et l'État de Oaxaca. Son chef-lieu est la ville éponyme de Chacaltianguis, qui se situe dans le nord de son territoire, sur la rive orientale du Río Papaloapan. Son territoire couvre une superficie de 295,5 km2, et était peuplé en 2020 de 11 461 habitants, pour une densité de 38,8 habitants par km2.
La municipalité est limitrophe au nord-est de la municipalité de Carlos A. Carrillo, au nord-ouest de celle de Cosamaloapan de Carpio, à l'ouest de celle de Tuxtilla, au sud, dans l'État de Oaxaca, de celle Loma Bonita, et à nouveau dans l'État de Veracruz, au sud-est de celle de José Azueta.

## Composition et démographie
La municipalité était composée en 2020 de 59 localités, dont une seule était considérée comme urbaine, les autres étant rurales.
| Population                             | Localité |
| -------------------------------------- | -------- |
| Chacaltianguis                         | 3855     |
| Las Sabanetas                          | 1233     |
| Arroyo del Soldado (Arroyo del Obispo) | 869      |
| Laguna de Lagarto                      | 739      |
| Las Mesas                              | 691      |
| Reste des localités                    | 4081     |
| Total population                       | 11 461   |

En plus de l'espagnol, plusieurs langues amérindiennes sont parlées dans la municipalité, dont les principales sont par ordre d'importance : le nahuatl, le tzotzil, le mixtèque et le chinantèque.

## Histoire
Son chef-lieu est dénommé Chacaltianquizco en popoluca au XVe siècle, nom qui évolue au XVIIIe siècle pour devenir Chacaltianguis.

## Économie

### Agriculture et élevage
La superficie des parcelles semées représentait, en 2019 une surface totale de 7658,6 hectares, parmi lesquels 5895,6 hectares étaient voués à la culture de la canne à sucre, 726 hectares étaient voués à la culture du maïs, et 700 hectares à celle de l'ananas.

En 2020, la production par tonnes de viande comprenait 428,3 tonnes de viande bovine, 77,8 tonnes de viande porcine, 16,4 tonnes de viande ovine, 97,6 tonnes de volailles, et 4,1 tonnes de dinde. La superficie vouée à l'élevage représentait alors 38 610 hectares.